# 高畑敬一
高畑 敬一（たかはた けいいち、1929年12月8日 - 2020年2月8日）は、日本の実業家、労働運動家。松下電器産業常務取締役、松下電器産業労働組合中央執行委員長。

## 来歴
1929年（昭和4年）富山県出身
。
1950年（昭和25年）、金沢高等工業学校 （現・金沢大学理工学域）機械工学科卒業。同年、松下電器産業株式会社（現・パナソニック株式会社）に入社。同社入社後、関西大学第二部（夜間部）に編入し、1953年関西大学経済学部を卒業
。1953年（昭和28年）労組委員長。1983年（昭和58年）松下電器取締役を経て、1990年（平成2年）取締役常務に就任した。
2020年 6月4日、老衰のため死去。90歳没。